# António Nogueira Leite
António do Pranto Nogueira Leite GOIH (Aveiro, 3 de março de 1962) é um economista e professor português.
Depois de se licenciar em Economia, na Faculdade de Economia da Universidade Católica Portuguesa, em 1983, obteve o mestrado e o doutoramento, pela Universidade de Illinois, em 1986 e 1988, respectivamente. É professor catedrático da Faculdade de Economia da Universidade Nova de Lisboa, desde 1995, onde já exerceu as funções de subdirector, de 1993 a 1996, e de presidente do Conselho Científico, entre 1996 e 1999.
Gestor, administrador e consultor de empresas, foi, administrador da Soporcel (1996-1999) e presidente do Conselho de Administração da Bolsa de Valores de Lisboa (1999). Deixou este cargo para ingressar no XIV Governo Constitucional, como Secretário de Estado do Tesouro e das Finanças (1999-2000), era Ministro Joaquim Pina Moura. Por inerência de funções foi igualmente governador (suplente) do Banco Europeu de Investimentos, do Banco Europeu para a Reconstrução e Desenvolvimento e do Banco Inter-Americano de Desenvolvimento; e representante de Portugal no Conselho Económico e Financeiro da União Europeia. Retomou a sua carreira no setor privado ligado ao Grupo José de Mello. Foi sucessivamente administrador executivo da CUF, da SEC, da José de Mello Saúde, da EFACEC Capital, da Comitur Imobiliária e administrador (não executivo) da Reditus, da Brisa e da Quimigal.
Entre Julho de 2011 e Janeiro de 2013 foi Vice-Presidente da Comissão Executiva da Caixa Geral de Depósitos, Presidente do Conselho de Administração da Caixa Banco de Investimento e Presidente da Caixa Capital. Entre os restantes cargos que exerceu foi presidente do Conselho Geral da OPEX, membro do Conselho Nacional da CMVM, vice-presidente do Conselho Consultivo do Banif Investment Bank, membro do Conselho Consultivo da Associação Portuguesa para o Desenvolvimento das Comunicações e vogal da Direcção do IPRI.
É actualmente Administrador da HipogesIberia, S.A. e da EDP Renováveis, S.A (não executivo), membro do Advisory Board da Incus Capital (Madrid) e Presidente da Fórum Oceano - Associação da Economia do Mar (entidade privada sem fins lucrativos, que oficialmente dinamiza o Cluster do Conhecimento e da Economia do Mar em Portugal).
Tem obra publicada em revistas académicas da sua especialidade como o International Journal of Industrial Organization, Information Economics and Policy, Telecommunications Policy, International Journal of Economics and Finance e Economia, entre outras, capítulos de livros editados internacionalmente (The Economics of Information Networks, Elsevier, Fiscal Policy in Europe, Kluwer, Regulation in Telecommunications, Kluwer) e vários livros.  O seu último livro, Uma tragédia portuguesa, com o jornalista Paulo Ferreira, foi publicado em 2010 pela Lua de Papel.
Foi Membro do Conselho Nacional do Partido Social-Democrata, entre 2008 e 2011.
Em Junho de 2011 fez parte da conferência anual do Clube de Bilderberg.

## Condecorações
A 28 de Junho de 2005 foi feito Grande-Oficial da Ordem do Infante D. Henrique.

## Ligações Externas
- Nova School of Business and Economics